# Graafse Raam
De Graafse Raam (ook: Graafsche Raam) is een brede waterloop die een voortzetting is van Lage Raam. Iets stroomafwaarts van de monding van het Defensiekanaal wordt ook de Biestgraaf opgenomen en spreekt men van de Graafse Raam.
Deze stroomt nog langs Escharen en Grave, waar ze deel uitmaakte van de voormalige verdedigingsgordel. De Hertogswetering mondt hier uit in de Graafse Raam, die vervolgens Nieuwe Raam gaat heten. Uiteindelijk watert deze, via het Gemaal Van Sasse, uit in de Maas.
De Lage Raam begint als een afwateringssloot ten zuiden van Rijkevoort, en een zijtak die ten zuiden van Wanroij begint. Dit alles is gegraven om het broekgebied ten oosten van de Peel te ontwateren. Vanaf Sint Hubert volgt de Lage Raam -hoewel gekanaliseerd- haar loop door een meer natuurlijk beekdal.
De Graafse Raam ten slotte, is deels een overblijfsel van de Beerse Maas.
In 2009 werd begonnen met het beekherstel van 13,4 km van het dal van Lage Raam en Graafse Raam, die gelegen zijn stroomafwaarts van Sint Hubert.
Langs de Graafse Raam ten zuiden van Escharen bevindt zich het natuur- en recreatiegebied Graafse Raamdal.